# Jomashoʻy
Jomashoʻy ist eine Siedlung städtischen Typs in der usbekischen Viloyat Namangan im Ferghanatal und Hauptort des Bezirks Mingbuloq.
Der Ort liegt etwa 25 km südwestlich der Viloyathauptstadt Namangan auf der linken Flussseite des Syrdarja. Der nächste Bahnhof ist Turakurgan an der Bahnstrecke Pop-Namangan.
Im Jahr 1972 erhielt Jomashoʻy den Status einer Siedlung städtischen Typs. Gemäß der Bevölkerungszählung 1989 hatte der Ort 9303 Einwohner, einer Berechnung für 2000 zufolge betrug die Einwohnerzahl 10.100.